# Tatsuya Fujiwara
Tatsuya Fujiwara (藤原 竜也?, Fujiwara Tatsuya; Saitama, 15 maggio 1982) è un attore giapponese.

## Biografia
È noto per aver interpretato Shuya Nanahara nel film Battle Royale del 2000 e nel suo sequel Battle Royale II: Requiem.
Ha recitato inoltre nei film live action Death Note - Il film, Death Note - Il film: L'ultimo nome e L change the WorLd, tratti dal manga e anime Death Note, nei quali ha interpretato il protagonista Light Yagami. Ha lavorato anche con Takashi Miike per i film Sabu e Proteggi l'assassino - Shield of Straw. Inoltre è Kaiji Ito, il protagonista del manga Kaiji, nei due film ispirati al manga Kaiji e Kaiji 2.
È anche un attore teatrale, ha infatti lavorato anche per Yukio Ninagawa e ha preso parte ad alcune opere di Shakespeare come Amleto e Romeo e Giulietta.

## Filmografia

### Cinema
- Battle Royale (Batoru rowaiaru), regia di Kinji Fukasaku (2000)
- Kamen gakuen, regia di Takashi Komatsu (2001)
- Batoru rowaiaru II: Chinkonka, regia di Kenta Fukasaku e Kinji Fukasaku (2003)
- Mûnraito jerîfisshu, regia di Kosuke Tsurumi (2004)
- Death Note - Il film, regia di Shûsuke Kaneko (2006)
- Death Note - Il film: L'ultimo nome, regia di Shûsuke Kaneko (2006)
- L change the WorLd, regia di Hideo Nakata (2008)
- Chameleon, regia di Junji Sakamoto (2008)
- Hebi ni piasu, regia di Yukio Ninagawa (2008)
- Zen, regia di Banmei Takahashi (2009)
- Kaiji: The Ultimate Gambler, regia di Tôya Satô (2009)
- Parēdo, regia di Isao Yukisada (2009)
- The Incite Mill (Inshite miru: 7-kakan no desu gêmu), regia di Hideo Nakata (2010)
- Kimi ga odoru natsu, regia di Hideyuki Katsuki (2010)
- Azemichi no dandi, regia di Yûya Ishii (2011)
- Kaiji 2, regia di Tôya Satô (2011)
- Okaeri, Hayabusa, regia di Katsuhide Motoki (2012)
- I'm Flash!, regia di Toshiaki Toyoda (2012)
- Proteggi l'assassino - Shield of Straw (Wara no tate), regia di Takashi Miike (2013)
- Shiren to Ragi, regia di Hidenori Inoue (2013)
- Monsterz, regia di Hideo Nakata (2014)
- Kamisama no karute 2, regia di Yoshihiro Fukagawa (2014)
- Sanbun no ichi, regia di Hiroshi Shinagawa (2014)
- Rurouni Kenshin: Kyoto Inferno, regia di Keishi Ōtomo (2014)
- Rurouni Kenshin: The Legend Ends, regia di Keishi Ōtomo (2014)
- ST: Aka to Shiro no Sôsa File the Movie, regia di Tôya Satô (2015)
- Tankentai no eikô, regia di Toru Yamamoto (2015)
- Erased (Bokudake ga inai machi), regia di Yûichirô Hirakawa (2016)
- Death Note - Il film: Illumina il nuovo mondo, regia di Shinsuke Sato (2016)
- 22-nenme no kokuhaku: Watashi ga satsujinhan desu, regia di Yû Irie (2017)

### Televisione
- Rakuen eno hashi, regia di Yasuo Tsuruhashi (1998)
- Satoshi no seishun, regia di Tsutomu Konno (2001)
- Sabu, regia di Takashi Miike (2002)
- Kamaitachi no yoru (2002)
- Shinsengumi!! Hijikata Toshizô saigo no ichi-nichi, regia di Kunio Yoshikawa (2006)
- Furuhata Ninzaburo: Final Dance, regia di Hidetomo Matsuda (2006)
- Ikon ari, regia di Takashi Minamoto (2011)
- Burûtasu no shinzou, regia di Yû Irie (2011)
- ST: Keishichô kagaku sôsahan, regia di Bin Konno (2013)
- Inemuri sensei, regia di Takashi Minamoto (2013)
- Kaitei no Kimi e, regia di Tsuyoshi Sakurai (2016)
- Ningen no shômei, regia di Nozomu Amamiya (2017)

### Serie TV
- Aishi suginakute yokatta (1998)
- Seikimatsu no uta – serie TV, episodi 1x6 (1998)
- LxIxVxE – serie TV, episodi 1x1-1x12 (1999)
- Tengoku no kiss (1999)
- Kimi ga oshiete kureta koto (2000)
- Ai nante iranê yo, natsu (2002)
- Shin Hokuto no Ken (2003)
- Shinsengumi! (2004)
- Sengoku jieitai sekigahara no tatakai (2006)
- Tôkyô daikûshû (2008)
- Ojiichan wa 25 sai – serie TV, episodi 1x3 (2010)
- Wagaya no rekishi - 2010
- ST ~ Aka to Shiro no Sôsa File – serie TV, 10 episodi (2014)
- Okashi no ie – serie TV, episodi 1x2 (2015)
- Soshite, daremo inakunatta – serie TV, 9 episodi (2016)
- Seirei no moribito (Seirei no mamoribito) – serie TV, 13 episodi (2016-2017)
- Ribâsu – serie TV, 10 episodi (2017)

### Videogiochi
- Yakuza 3 (2009) (Rikiya Shimabukuro)
- Yakuza 6: The Song of Life (2016) (Yuta Usami)
- Ryu ga Gotoku Online (2018) (Rikiya Shimabukuro, Yuta Usami)

## Doppiatori italiani
Nelle versioni in italiano nelle opere in cui ha recitato, Tatsuya Fujiwara è stato doppiato da:
- Paolo Calabrese in Death Note - Il film, Death Note - Il film: L'ultimo nome
- Francesco Fabbri in Battle Royale (ridoppiaggio), Battle Royale II: Requiem
- Marco Vivio in Battle Royale
- Luca Ghignone in Proteggi l'assassino - Shield of Straw